# Военно-морские силы Сербии и Черногории
Военно-морские силы Сербии и Черногории (серб. Ратна морнарица Србије и Црне Горе) — ВМС Союза Сербии и Черногории (2003—2006). Союз Сербии и Черногории унаследовал флот бывшей СРЮ.
В 2005 году флот союза Сербии и Черногории составлял: 3,8 тыс. чел., ПЛ «Сава», ПЛ «Герой», 3 СМПЛ «Уна», 2 ФР «котор», ФР проекта 1159, 5 РКА «Кочар», 4 ПКА «Мирна», 18 речных ПКА, 3 МТК, 7 речных ТЩ, 1 МДК/ЭМ, 21 ДКА, ШК, ТР, 2 ТН, 5 БУК. Авиация флота: 3 Ми-14, 2 Ка-25, 3 Ка-27. МП: 900 чел., 2 бригады (2 полка по 2 батальона). Бригада береговой артиллерии (мобильные ПКРК П-15, 88-мм орудия). Батальон военной полиции.
В 2006 году после распада союза военно-морской флот отошел Черногории, а Дунайская флотилия — Сербии.

## Флаги кораблей и судов
| Флаг | Гюйс | Вымпел боевых кораблей |
| ---- | ---- | ---------------------- |
|      |      |                        |

### Флаги должностных лиц
| Адмирал флота | Адмирал | Вице-адмирал | Контр-адмирал |
| ------------- | ------- | ------------ | ------------- |
|               |         |              |               |